# The Lost Skeleton of Cadavra
The Lost Skeleton of Cadavra ist ein Spielfilm von Larry Blamire aus dem Jahr 2001, der sich als Parodie und/oder Hommage an die schlechten Science-Fiction-Filme der 50er-Jahre versteht. Eine Veröffentlichung im deutschsprachigen Raum erfolgte nicht.

## Handlung
Der Wissenschaftler Dr. Paul Armstrong sucht nach einem abgestürzten Meteoriten, der aus dem seltenen Element Atmosphärium besteht. Er will dieses wertvolle Material zum Wohle der Menschheit einsetzen. Gleichzeitig suchen aber noch der irre Forscher Dr. Roger Fleming und zwei auf der Erde gestrandete Aliens danach. Dr. Fleming will das Atmosphärium dazu nutzen, das Skelett von Cadavra zum Leben zu erwecken, um mit ihm zusammen die Weltherrschaft an sich zu reißen und die Außerirdischen benötigen das Material, um ihr abgestürztes Raumschiff zu reparieren. Kro-Bar und Lattis stammen vom Planeten Marva und hatten einen Haustier-Mutanten an Bord, der durch den Absturz aus seinem Käfig entkommen konnte.
Nachdem Armstrong und seine Frau Betty auf der Suche nach der Einschlagstelle einem Farmer begegnen, wird dieser kurze Zeit später von einer mysteriösen Bestie verstümmelt. Den Meteoriten können sie unweit der Cadavra-Höhle im Wald entdecken. Dr. Fleming belauscht sie und plant, den Meteoriten von den beiden zu stehlen. Kro-Bar und Lattis treffen ebenfalls in dem Wald ein und lokalisieren die Hütte mit dem Meteoriten. Mit einem Gerät namens „Transmutatron“ tarnen sie sich als „Erdbewohner“ in menschlicher Gestalt und geben sich als Eigentümern der Hütte aus. Dr. Fleming entdeckt das Transmutatron der Außerirdischen und nutzt es für sich, um sich eine Verbündete zu erschaffen: die verführerische Animala, die aus einer Kombination von vier verschiedenen Tieren besteht. Obwohl Lattis und Kro-Bar bald klar wird, dass Fleming ihr Geheimnis kennt, gelingt es ihm mit Animalas Hilfe alle auszutricksen und den Meteoriten an sich zu bringen. Mit dem Atmosphäreum kann er nun das Skelett wiederbeleben.
Die Armstrongs treffen derweil auf die Außerirdischen und verbündet sich mit ihnen gegen Fleming. Alle vier machen sich auf den Weg und hoffen, ihn an seinem Vorhaben noch hindern zu können, als sie von dem Mutanten angegriffen werden. Dr. Armstrong wird bei dem Kampf verletzt und so versuchen die Außerirdischen Fleming allein aufzuhalten. Sie werden jedoch von den Geisteskräften des Skeletts gefangen genommen und von seinen psychischen Kräften kampfunfähig gemacht. Das Skelett benutzt seine mentalen Kräfte, um Lattis zu zwingen, seine Braut zu werden.
Armstrong nutzt die Zeremonie, um mit Betty und dem Mutanten, den sie dazu gebracht hatte, ihnen zu folgen, Fleming und Animala anzugreifen. Während des Kampfes tötet das Skelett Fleming, welches nun von dem Mutanten angegriffen wird, da dessen Kräfte auf das Wesen keinen Einfluss haben. Bei dem Kampf wird das Skelett über eine Klippe geschleudert und fällt beim Aufprall auseinander. Der Mutant erliegt ebenfalls seinen Verletzungen und stirbt. Animala wird durch das Transmutatron wieder in die Tiere verwandelt, die sie ursprünglich war. Armstrong und die Außerirdischen einigen sich, auch wenn sie unterschiedlichen Ursprungs sind, harmonisch zusammenzuarbeiten und holen das Atmosphereum.

## Hintergrund
Der Film wurde teilweise im Bronson Canyon gedreht, einem häufig genutzten B-Movie-Drehort. Die Schauspieler wurden angewiesen, hölzerne Darbietungen zu geben, um die absichtliche Kitschigkeit des Films zu unterstützen. In nur fünf Tagen entstand das Drehbuch und kaum mehr als zehn Tage dauerten die Dreharbeiten.
Der Film wurde am 8. Oktober 2001 beim Mill Valley Film Festival in Kalifornien uraufgeführt. Der Film wurde von Michael Schlesinger von Sony Pictures nach einer Vorführung in der American Cinematheque in Hollywood erworben, kam im Februar 2004 in die Kinos und erschien auf DVD im Juni 2004.

## Kritiken
Die Kritiken fielen gemischt aus und wurden teils als „durchschnittlich“ angegeben. Dave Kehr von der New York Times nannte den Film „eine graue, unlustige Parodie auf Science-Fiction-Filme der 1950er Jahre“. Roger Ebert schrieb, dass „‚The Lost Skeleton of Cadavra‘ von Leuten gemacht wurde, die versuchen, schlecht zu sein, was per Definition zeigt, dass sie unter ihren Fähigkeiten spielen“ und nannte den Film „eine liebevolle Hommage an die schlechtesten Science-Fiction-Filme aller Zeiten“. „Larry Blamire […] hat den Look so gut gemeistert, dass der Film, wenn er nur vor 50 Jahren in völliger Ignoranz gedreht worden wäre, heute vielleicht als Klassiker in Erinnerung bleiben würde. Ein kleiner, vielleicht sogar winziger Klassiker.“ Keith Phipps von The AV Club meinte: „Sobald der anfängliche Witz nachlässt, ist Skeleton eine langweilige Plackerei, die selbst der Wunderprozess von 'Skeletorama' nicht in Ordnung bringen kann“.
Dennis Harvey von Variety urteilte, dass der Film „wahre Hingabe an das Trash-Kino erfordert, um die klobigen Bilder, banalen Dialoge, logischen Lücken und pseudowissenschaftlichen Albernheiten der schockigsten Unklarheiten einer vergangenen Ära so genau zu verspotten“. Ed Gonzales und Jeremiah Kipp, die für das Slant Magazine schreiben, meinten, dass „das gefährlich niedrige Budget durchaus zum Vorteil von Lost Skeleton war“.

## Fortsetzung
Eine Fortsetzung, The Lost Skeleton Returns Again, wurde im März 2008 gedreht, ebenfalls geschrieben und inszeniert von Blamire, produziert von Mark Allen Stuart und mit praktisch der gesamten Originalbesetzung. Auch drei Schauspieler (Brian Howe, Robert Deveau und Dan Conroy), deren Charaktere im Original getötet wurden, erhielten in der Fortsetzung eine neue Rolle. Wie bereits der erste Film hatte auch The Lost Skeleton Returns Again seine Premiere beim Mill Valley Film Festival.
Nach jahrelanger Ankündigung einer weiteren Fortsetzung produzierte Larry Blamire 2019 lediglich die Dokumentation The Origin of the Making of the Lost Skeleton Returns Again.

## Taglines
- You'll be sterilized in fear!
- None Can Stand Its Mental Power!
- Supreme Shock Sensation of our Time!
- This was the day the Earth was disemboweled in terror!
- Filmed in „Skeletorama“!